# Bilkî, Illinți
Bilkî (în ucraineană Білки) este localitatea de reședință a comunei Bilkî din raionul Illinți, regiunea Vinnița, Ucraina.

## Demografie
Componența lingvistică a localității Bilkî
     Ucraineană (98,63%)
     Rusă (1,24%)
     Alte limbi (0,14%)
Conform recensământului din 2001, majoritatea populației localității Bilkî era vorbitoare de ucraineană (98,63%), existând în minoritate și vorbitori de rusă (1,24%).